# Valentina Sampaio
Valentina Sampaio (Aquiraz, 10 december 1996) is een Braziliaans model en actrice. 
Sampaio was het eerste openlijk transgender model op de cover van Vogue Paris, voor lingeriemerk Victoria's Secret en in de Sports Illustrated Swimsuit Issue, respectievelijk in 2017, 2019 en 2020. In 2024 waren zij en Alex Consani de eerste transvrouwen in een modeshow van Victoria's Secret.
Ze had een gastrolletje in de Braziliaanse telenovela A Força do Querer (2017) en speelde een hoofdrol in de film Berenice Procura (2018).